# Ramularia coprosmae
Ramularia coprosmae är en svampart som beskrevs av U. Braun & C.F. Hill 2003. Ramularia coprosmae ingår i släktet Ramularia och familjen Mycosphaerellaceae.   Inga underarter finns listade i Catalogue of Life.